# Cataulacus oberthueri
Cataulacus oberthueri é uma espécie de formiga do gênero Cataulacus, pertencente à subfamília Myrmicinae.